# Henrik Pontoppidan
Henrik Pontoppidan (Fredericia, 24. srpnja 1857. – Ordrup pokraj Kopenhagena, 21. kolovoza 1943.) danski je književnik .
Pisao je romane, novele i drame u kojima se nemilosrdno obračunava sa zabludama društvene, političke i vjerske naravi. Glavni je problem njegove proze sukob ideala i svakidašnjice. Godine 1917. dobio je zajedno s danskim književnikom K. Gjellerupom, Nobelovu nagradu za književnost.

## Djela
- Sretni Per
- Carstvo smrti
- Obećana zemlja
- Romani i pripovijetke